# داني ماغواير
داني ماغواير (بالإنجليزية: Danny McGuire)‏ هو لاعب دوري الرغبي بريطاني، ولد في 6 ديسمبر 1982 في ليدز في المملكة المتحدة.

## روابط خارجية
- داني ماغواير على موقع ItsRugby.co.uk (الإنجليزية)